# E.A.C. activities on Vancouver Island
|  | Denne artikel er oprettet af botten Steenthbot ud fra en ekstern database. Den kan derfor have sproglige fejl eller mangler. Denne skabelon kan fjernes efter kontrol af indholdet. |

E.A.C. activities on Vancouver Island er en dansk virksomhedsfilm fra 1961.